# 4658 Gavrilov
4658 Gavrilov este un asteroid din centura principală, descoperit pe 24 septembrie 1979 de Nikolai Cernîh.